# Robert Hood
Pour les articles homonymes, voir Hood.
Robert Hood (né à Détroit, dans le Michigan) est un producteur et disc jockey américain de techno. Avec Jeff Mills et Mad Mike il est l'un des fondateurs d'Underground Resistance qu'il quitte en 1992. Il fonde en 1994 le label M-Plant et sort ses premiers titres, Internal Empire, Music Data et Moveable Parts.
Son style très personnel est à la fois minimaliste et expérimental. Il est généralement considéré comme le père de la techno minimale.

## Biographie
Hood est un ancien membre d'Underground Resistance, un collectif de techno formé par Jeff Mills et l'ancien bassiste de Parliament, « Mad » Mike Banks. Le groupe adopte une rhétorique militante et révolutionnaire, et n'apparaissait en public que vêtu d'une cagoule de ski et d'une tenue de combat noire.
En 1992, Hood quitte Détroit et Underground Resistance avec Jeff Mills pour créer une série d'enregistrements sous les noms de H&M et X-103. En 1994, Hood fonde le label de techno minimale M-Plant et sort l'album Minimal Nation, qui est considéré comme l'inspiration du genre techno minimale.
Robert Hood est ordonné pasteur en 2009, mais continue à produire de la musique à travers le monde. Il lie son activité musicale à sa foi.
Hood a l'idée d'incorporer la musique gospel à la house, au disco et à la techno. Le premier morceau inspiré du gospel, We Magnify His Name, est lancé dans le cadre du projet Floorplan. En 2016, Floorplan s'élargit à la fille de Hood, Lyric Hood,. 

## Discographie sélective
- 1994 : Minimal Nation (Axis, réédité en 1999 et 2000 chez M-Plant)
- 1994 : Internal Empire (Tresor)
- 1995 : Nighttime World, Vol. 1 (Cheap)
- 2000 : Nighttime World, Vol. 2 (M-Plant)
- 2002 : Point Blank (Peacefrog Records)
- 2003 : Wire to Wire (Peacefrog Records)
- 2010 : Omega

### Remixes, mixes et compilations
- 2008 : Robert Hood – Fabric 39
- 2018 : Robert Hood – DJ-Kicks (!K7 Records)
- 2019 : Radio Slave - Don't Stop No Sleep (Robert Hood Remix) (Rekids Ltd)